# Mais-produto
O mais-produto é um conceito da economia marxiana que designa a parte da produção criada pelos trabalhadores que, ultrapassando suas necessidades materiais, é apropriada pelos capitalistas, com o objectivo último da converterlo em mais-valia.